# Soricomorpha
Sous-ordre
Les Soricomorphes (Soricomorpha) sont un ordre de mammifères qui comprend notamment les talpidés et les soricidés. 
Ce taxon a été créé en 1910, par le paléontologue américain William King Gregory (1876-1970), mais n'a été adopté en dehors de la paléontologie que vers le tout début du XXIe siècle, à la faveur des travaux sur la génétique. Traditionnellement les familles qui le composent étaient placées dans l'ordre des Insectivora.
D'après plusieurs études, l'ordre Soricomorpha serait paraphylétique, les soricidés étant le groupe frère des érinacéidés,,.

## Liste des familles
Selon Mammal Species of the World (version 3, 2005)  (30 novembre 2014), ITIS (30 novembre 2014) et Catalogue of Life (30 novembre 2014) :
- famille Solenodontidae Gill, 1872 -- solénodontes (musaraignes des Antilles)
- famille Soricidae G. Fischer, 1814 -- musaraignes
- famille Talpidae G. Fischer, 1814 -- taupes
- † famille Nesophontidae Anthony, 1916

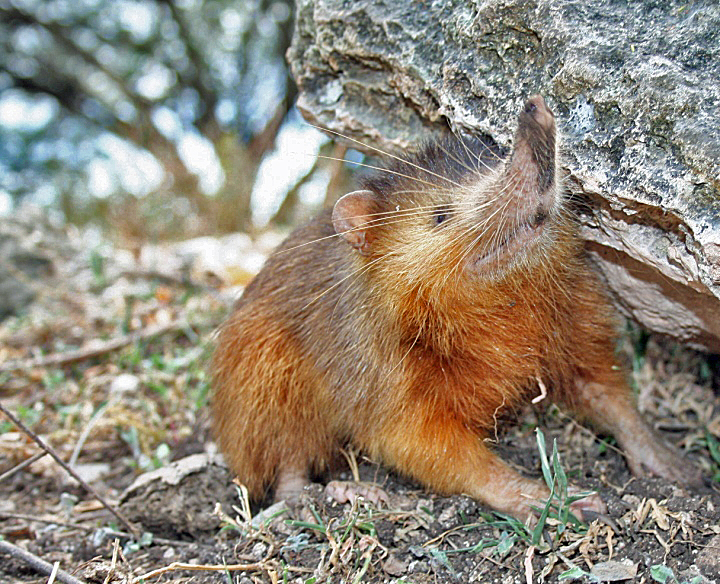
Solénodonte Solenodon paradoxus (Solenodontidae)
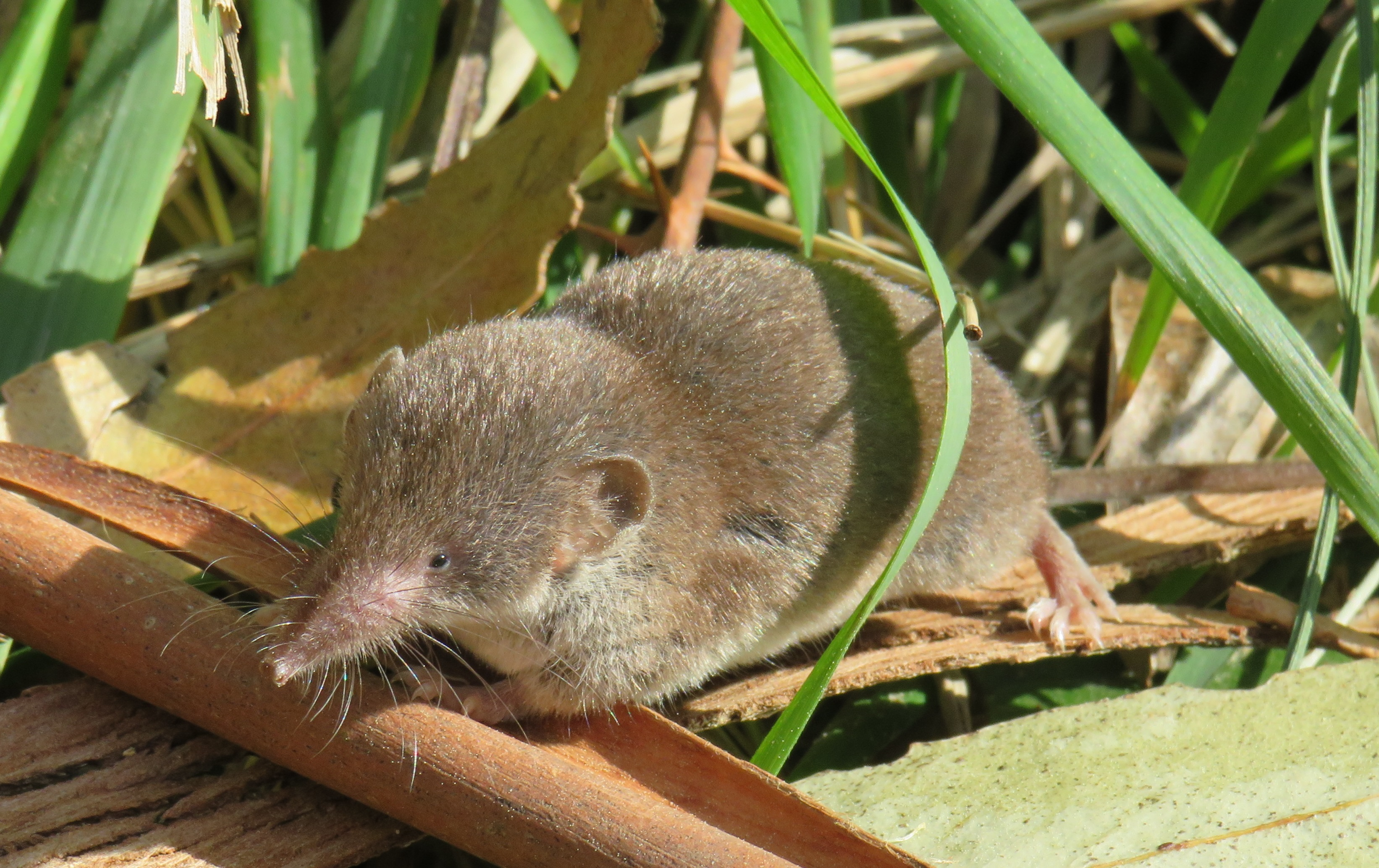
Musaraigne Crocidura russula (Soricidae)
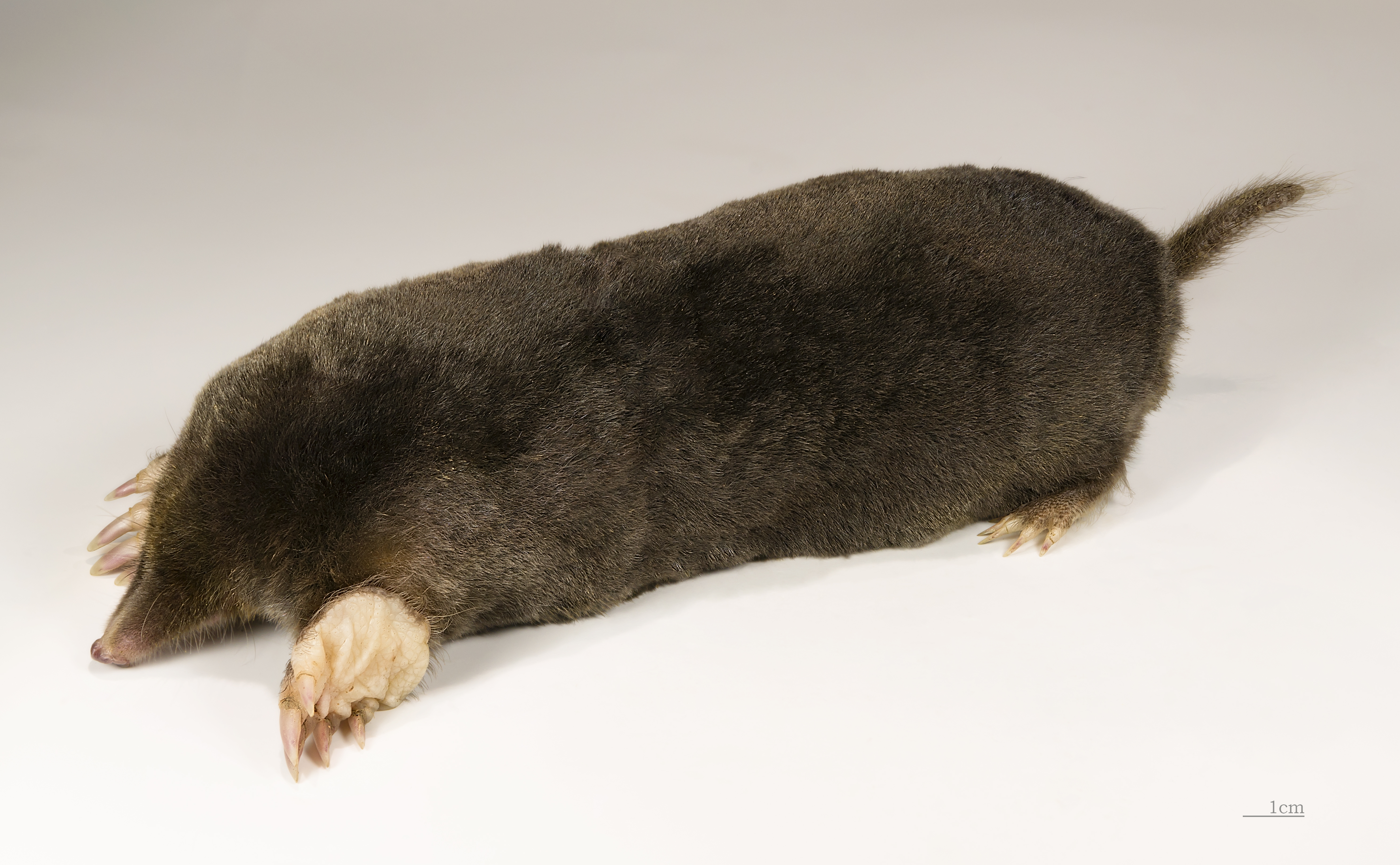
Taupe Talpa europaea (Talpidae)
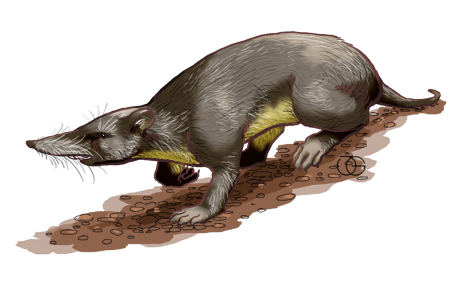
Reconstitution putative de l'espèce éteinte Nesophontes edithae (Nesophontidae)